# Flight 505
Flight 505 går som spår sju på Rolling Stones album Aftermath, släppt 15 april 1966 i Storbritannien och 20 juni 1966 i USA. Låten skrevs av Mick Jagger och Keith Richards och spelades in 6 - 9 mars 1966.
Den bluesinfluerade låten börjar med pianospel av Ian Stewart, som spelar några ackord av Stones megahit (I Can't Get No) Satisfaction innan låten börjar med sång och övriga instrument.
Texten handlar om en man som tycker att han har precis allt han behöver, men ändå inte känner att detta är hans livsstil. Han ringer till ett flygbolag och bokar in sig på en flygning, som sedan visar sig sluta i havet. "Get me on the flight number 505 "/x2/ ("Boka in mig på flygning nummer 505 "/x2/), lyder refrängen på den tre minuter och 27 sekunder långa låten.

## Medverkande musiker
- Mick Jagger - sång
- Keith Richards - elgitarr (rytm) och bakgrundssång
- Brian Jones - elgitarr (lead) och saxofon
- Bill Wyman - elbas
- Charlie Watts - trummor
- Ian Stewart - piano

## Källa
- http://www.keno.org./stones_lyrics/flight505.html